# China O’Brien
China O’Brien ist ein 1990 veröffentlichter Spielfilm mit der US-amerikanischen Kampfsportlerin Cynthia Rothrock.

## Handlung
Gleich zu Anfang des Films wird dem Zuschauer demonstriert, dass die Heldin eine Expertin für Nahkampf und obendrein eine engagierte Polizistin ist. Nachdem sie als Nahkampf-Trainerin ihrer Kollegen in Erscheinung getreten ist, geht es ihr wie Steven Seagal in seinem ebenfalls 1990 erschienenen „Zum Töten freigegeben“: Ein tragischer Todesfall bringt sie dazu, den Dienst zu quittieren und in ihre Heimatstadt zurückzukehren.
Aber auch dort findet sie keinen Frieden, sondern wird mit den brutalen Taten eines skrupellosen Machtmenschen konfrontiert.
Daraufhin folgt sie dem Beispiel des einstigen Wrestlers Buford Pusser, dessen Lebensgeschichte schon 1973 von Phil Karlson unter dem Titel Der Große aus dem Dunkeln („Walking Tall“) auf die Leinwand gebracht worden war. Sie lässt sich zum Sheriff wählen, um höchstpersönlich Ordnung zu schaffen.
Am Ende sorgt China dafür, dass die guten Bürger siegen.

## Wirkung
In vielen Ländern erschienen beide Streifen direkt auf DVD und wurden von Filmkritikern weitestgehend ignoriert. Das Lexikon des internationalen Films ignorierte China O’Brien zwar nicht, fand den Film aber „[i]nhaltlich äußerst fragwürdig“ und „voller synthetisch-dummer Dialoge.“

## Trivia
Als Robert Clouse die Fortsetzung China O’Brien II drehte, vergab er die Hauptrolle erneut an Cynthia Rothrock. Bis dahin hatte er keine Fortsetzungen gedreht und jeden seiner Stars nur einmal als Hauptdarsteller besetzt.